# Gran Premio motociclistico d'Italia 2019
Il Gran Premio motociclistico d'Italia 2019 è stato la sesta prova su diciannove del motomondiale 2019 ed è stato disputato il 2 giugno sull'autodromo del Mugello. Le vittorie nelle tre classi sono andate rispettivamente a: Danilo Petrucci in MotoGP, Álex Márquez in Moto2 e Tony Arbolino in Moto3.
Per Arbolino e Petrucci si tratta della loro prima vittoria nel contesto del motomondiale.

## MotoGP

### Arrivati al traguardo

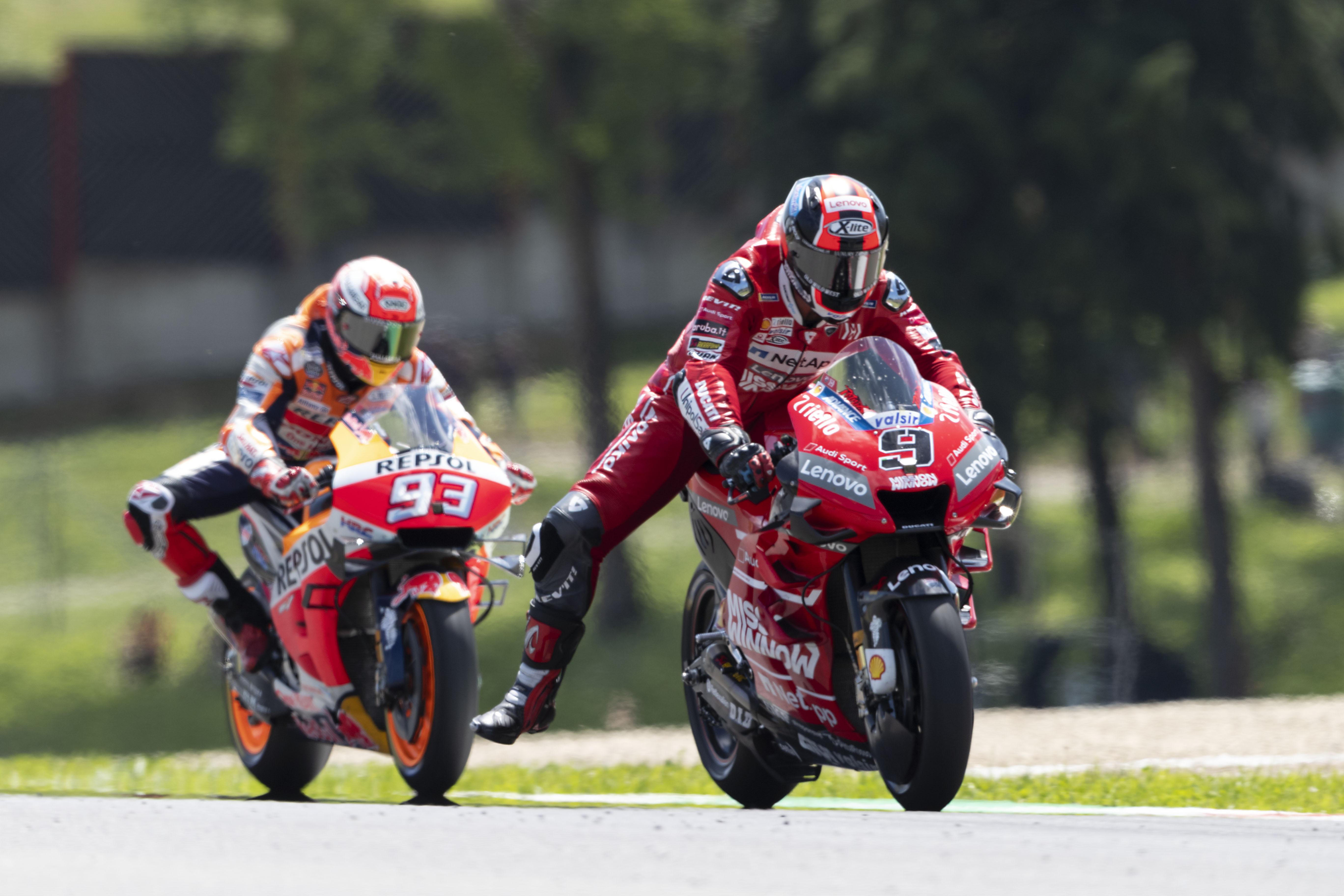
Danilo Petrucci, su Ducati Desmosedici, precede Marc Márquez su Honda RC213V nella vittoriosa gara della MotoGP: per l'italiano si tratta del primo successo nel motomondiale.

| Pos. | Nº | Pilota           | Squadra                     | Motocicletta       | Giri | Tempo     | Griglia | Punti |
| ---- | -- | ---------------- | --------------------------- | ------------------ | ---- | --------- | ------- | ----- |
| 1º   | 9  | Danilo Petrucci  | Mission Winnow Ducati       | Ducati Desmosedici | 23   | 41'33.794 | 3º      | 25    |
| 2º   | 93 | Marc Márquez     | Repsol Honda                | Honda RC213V       | 23   | +0,043    | 1º      | 20    |
| 3º   | 4  | Andrea Dovizioso | Mission Winnow Ducati       | Ducati Desmosedici | 23   | +0,338    | 9º      | 16    |
| 4º   | 42 | Álex Rins        | Suzuki Ecstar               | Suzuki GSX-RR      | 23   | +0,535    | 13º     | 13    |
| 5º   | 30 | Takaaki Nakagami | LCR Honda Idemitsu          | Honda RC213V       | 23   | +6,535    | 10º     | 11    |
| 6º   | 12 | Maverick Viñales | Monster Energy Yamaha       | Yamaha YZR-M1      | 23   | +7,481    | 7º      | 10    |
| 7º   | 51 | Michele Pirro    | Mission Winnow Ducati       | Ducati Desmosedici | 23   | +13,288   | 12º     | 9     |
| 8º   | 35 | Cal Crutchlow    | LCR Honda Castrol           | Honda RC213V       | 23   | +13,937   | 6º      | 8     |
| 9º   | 44 | Pol Espargaró    | Red Bull KTM Factory Racing | KTM RC16           | 23   | +16,533   | 11º     | 7     |
| 10º  | 20 | Fabio Quartararo | Petronas Yamaha SRT         | Yamaha YZR-M1      | 23   | +17,994   | 2º      | 6     |
| 11º  | 41 | Aleix Espargaró  | Aprilia Racing Team Gresini | Aprilia RS-GP      | 23   | +20,523   | 15º     | 5     |
| 12º  | 36 | Joan Mir         | Suzuki Ecstar               | Suzuki GSX-RR      | 23   | +20,544   | 20º     | 4     |
| 13º  | 99 | Jorge Lorenzo    | Repsol Honda                | Honda RC213V       | 23   | +20,813   | 17º     | 3     |
| 14º  | 17 | Karel Abraham    | Reale Avintia Racing        | Ducati Desmosedici | 23   | +27,298   | 16º     | 2     |
| 15º  | 29 | Andrea Iannone   | Aprilia Racing Team Gresini | Aprilia RS-GP      | 23   | +28,051   | 23º     | 1     |
| 16º  | 88 | Miguel Oliveira  | Red Bull KTM Tech 3         | KTM RC16           | 23   | +30,101   | 22º     |       |
| 17º  | 5  | Johann Zarco     | Red Bull KTM Factory Racing | KTM RC16           | 23   | +41,857   | 19º     |       |

### Ritirati
| Nº | Pilota            | Squadra               | Motocicletta       | Giri | Griglia |
| -- | ----------------- | --------------------- | ------------------ | ---- | ------- |
| 43 | Jack Miller       | Pramac Racing         | Ducati Desmosedici | 15   | 5º      |
| 63 | Francesco Bagnaia | Pramac Racing         | Ducati Desmosedici | 11   | 8º      |
| 55 | Hafizh Syahrin    | Red Bull KTM Tech 3   | KTM RC16           | 9    | 21º     |
| 46 | Valentino Rossi   | Monster Energy Yamaha | Yamaha YZR-M1      | 7    | 18º     |
| 21 | Franco Morbidelli | Petronas Yamaha SRT   | Yamaha YZR-M1      | 5    | 4º      |
| 53 | Esteve Rabat      | Reale Avintia Racing  | Ducati Desmosedici | 0    | 14º     |

## Moto2

### Arrivati al traguardo
| Pos. | Nº | Pilota                | Squadra                      | Motocicletta | Giri | Tempo     | Griglia | Punti |
| ---- | -- | --------------------- | ---------------------------- | ------------ | ---- | --------- | ------- | ----- |
| 1º   | 73 | Álex Márquez          | EG 0,0 Marc VDS              | Kalex        | 21   | 39'31.262 | 3º      | 25    |
| 2º   | 10 | Luca Marini           | SKY Racing Team VR46         | Kalex        | 21   | +1.928    | 6º      | 20    |
| 3º   | 12 | Thomas Lüthi          | Dynavolt Intact GP           | Kalex        | 21   | +2.242    | 2º      | 16    |
| 4º   | 7  | Lorenzo Baldassarri   | Flexbox HP 40                | Kalex        | 21   | +3.653    | 15º     | 13    |
| 5º   | 40 | Augusto Fernández     | Flexbox HP 40                | Kalex        | 21   | +3.973    | 9º      | 11    |
| 6º   | 33 | Enea Bastianini       | Italtrans Racing             | Kalex        | 21   | +3.985    | 11º     | 10    |
| 7º   | 9  | Jorge Navarro         | MB Conveyors Speed Up        | Speed Up     | 21   | +4.986    | 5º      | 9     |
| 8º   | 23 | Marcel Schrötter      | Dynavolt Intact GP           | Kalex        | 21   | +6.215    | 1º      | 8     |
| 9º   | 22 | Sam Lowes             | Federal Oil Gresini          | Kalex        | 21   | +11.466   | 8º      | 7     |
| 10º  | 21 | Fabio Di Giannantonio | MB Conveyors Speed Up        | Speed Up     | 21   | +13.050   | 14º     | 6     |
| 11º  | 54 | Mattia Pasini         | Petronas Sprinta Racing      | Kalex        | 21   | +13.934   | 18º     | 5     |
| 12º  | 97 | Xavi Vierge           | EG 0,0 Marc VDS              | Kalex        | 21   | +17.176   | 17º     | 4     |
| 13º  | 87 | Remy Gardner          | Onexox TKKR SAG              | Kalex        | 21   | +19.894   | 10º     | 3     |
| 14º  | 45 | Tetsuta Nagashima     | Onexox TKKR SAG              | Kalex        | 21   | +20.055   | 7º      | 2     |
| 15º  | 41 | Brad Binder           | Red Bull KTM Ajo             | KTM          | 21   | +20.591   | 19º     | 1     |
| 16º  | 88 | Jorge Martín          | Red Bull KTM Ajo             | KTM          | 21   | +20.672   | 12º     |       |
| 17º  | 77 | Dominique Aegerter    | MV Agusta Idealavoro Forward | MV Agusta F2 | 21   | +24.081   | 21º     |       |
| 18º  | 5  | Andrea Locatelli      | Italtrans Racing             | Kalex        | 21   | +26.677   | 16º     |       |
| 19º  | 64 | Bo Bendsneyder        | NTS RW Racing GP             | NTS          | 21   | +36.831   | 20º     |       |
| 20º  | 3  | Lukas Tulovic         | Kiefer Racing                | KTM          | 21   | +41.874   | 24º     |       |
| 21º  | 65 | Philipp Öttl          | Red Bull KTM Tech 3          | KTM          | 21   | +44.611   | 27º     |       |
| 22º  | 4  | Steven Odendaal       | NTS RW Racing GP             | NTS          | 21   | +45.131   | 28º     |       |
| 23º  | 72 | Marco Bezzecchi       | Red Bull KTM Tech 3          | KTM          | 21   | +45.136   | 25º     |       |
| 24º  | 20 | Dimas Ekky Pratama    | Idemitsu Honda Team Asia     | Kalex        | 21   | +1'01.819 | 29º     |       |
| 25º  | 18 | Xavier Cardelús       | Sama Qatar Ángel Nieto Team  | KTM          | 21   | +1'40.942 | 31º     |       |

### Ritirati
| Nº | Pilota        | Squadra                      | Motocicletta | Giri | Griglia |
| -- | ------------- | ---------------------------- | ------------ | ---- | ------- |
| 16 | Joe Roberts   | American Racing KTM          | KTM          | 15   | 26º     |
| 96 | Jake Dixon    | Sama Qatar Ángel Nieto Team  | KTM          | 10   | 30º     |
| 24 | Simone Corsi  | Tasca Racing                 | Kalex        | 8    | 13º     |
| 11 | Nicolò Bulega | SKY Racing Team VR46         | Kalex        | 7    | 4º      |
| 62 | Stefano Manzi | MV Agusta Idealavoro Forward | MV Agusta F2 | 7    | 22º     |
| 19 | Teppei Nagoe  | Idemitsu Honda Team Asia     | Kalex        | 4    | 32º     |
| 27 | Iker Lecuona  | American Racing KTM          | KTM          | 0    | 23º     |

## Moto3

### Arrivati al traguardo
| Pos. | Nº | Pilota              | Squadra                     | Motocicletta | Giri | Tempo     | Griglia | Punti |
| ---- | -- | ------------------- | --------------------------- | ------------ | ---- | --------- | ------- | ----- |
| 1º   | 14 | Tony Arbolino       | VNE Snipers                 | Honda        | 20   | 39'29.874 | 1º      | 25    |
| 2º   | 48 | Lorenzo Dalla Porta | Leopard Racing              | Honda        | 20   | +0,029    | 3º      | 20    |
| 3º   | 5  | Jaume Masiá         | Bester Capital Dubai        | KTM          | 20   | +0,078    | 12º     | 16    |
| 4º   | 23 | Niccolò Antonelli   | SIC58 Squadra Corse         | Honda        | 20   | +0,156    | 6º      | 13    |
| 5º   | 7  | Dennis Foggia       | SKY Racing Team VR46        | KTM          | 20   | +0,267    | 13º     | 11    |
| 6º   | 17 | John McPhee         | Petronas Sprinta Racing     | Honda        | 20   | +0,403    | 18º     | 10    |
| 7º   | 44 | Arón Canet          | Sterilgarda Max Racing Team | KTM          | 20   | +0,559    | 10º     | 9     |
| 8º   | 24 | Tatsuki Suzuki      | SIC58 Squadra Corse         | Honda        | 20   | +0,595    | 5º      | 8     |
| 9º   | 13 | Celestino Vietti    | SKY Racing Team VR46        | KTM          | 20   | +1,566    | 17º     | 7     |
| 10º  | 40 | Darryn Binder       | CIP Green Power             | KTM          | 20   | +1,597    | 14º     | 6     |
| 11º  | 25 | Raul Fernández      | Sama Qatar Ángel Nieto Team | KTM          | 20   | +2,519    | 15º     | 5     |
| 12º  | 75 | Albert Arenas       | Sama Qatar Ángel Nieto Team | KTM          | 20   | +2,554    | 22º     | 4     |
| 13º  | 11 | Sergio García       | Estrella Galicia 0,0        | Honda        | 20   | +2,578    | 16º     | 3     |
| 14º  | 84 | Jakub Kornfeil      | Redox PrüstelGP             | KTM          | 20   | +22,83    | 20º     | 2     |
| 15º  | 76 | Makar Yurchenko     | BOE Skull Rider Mugen Race  | KTM          | 20   | +26,669   | 23º     | 1     |
| 16º  | 31 | Gerry Salim         | Honda Team Asia             | Honda        | 20   | +26,745   | 27º     |       |
| 17º  | 6  | Ryusei Yamanaka     | Estrella Galicia 0,0        | Honda        | 20   | +26,777   | 26º     |       |
| 18º  | 61 | Can Öncü            | Red Bull KTM Ajo            | KTM          | 20   | +26,779   | 24º     |       |
| 19º  | 77 | Vicente Pérez       | Reale Avintia Arizona 77    | KTM          | 20   | +26,873   | 28º     |       |
| 20º  | 12 | Filip Salač         | Redox PrüstelGP             | KTM          | 20   | +29,782   | 29º     |       |
| 21º  | 54 | Riccardo Rossi      | Kömmerling Gresini          | Honda        | 20   | +51,331   | 31º     |       |

### Ritirati
| Nº | Pilota          | Squadra                    | Motocicletta | Giri | Griglia |
| -- | --------------- | -------------------------- | ------------ | ---- | ------- |
| 71 | Ayumu Sasaki    | Petronas Sprinta Racing    | Honda        | 16   | 19º     |
| 27 | Kaito Toba      | Honda Team Asia            | Honda        | 16   | 8º      |
| 16 | Andrea Migno    | Bester Capital Dubai       | KTM          | 15   | 4º      |
| 55 | Romano Fenati   | VNE Snipers                | Honda        | 15   | 7º      |
| 42 | Marcos Ramírez  | Leopard Racing             | Honda        | 11   | 9º      |
| 69 | Tom Booth-Amos  | CIP Green Power            | KTM          | 9    | 30º     |
| 21 | Alonso López    | Estrella Galicia 0,0       | Honda        | 7    | 11º     |
| 3  | Kevin Zannoni   | RGR TM Official            | TM           | 7    | 25º     |
| 19 | Gabriel Rodrigo | Kömmerling Gresini         | Honda        | 3    | 2º      |
| 22 | Kazuki Masaki   | BOE Skull Rider Mugen Race | KTM          | 2    | 21º     |